# Konrad Duden
Konrad Alexander Friedrich Duden (Wesel, 3 gennaio 1829 – Sonnenberg, Wiesbaden, 1º agosto 1911) è stato un filologo, linguista e germanista tedesco, autore del più prestigioso dizionario della lingua tedesca, che porta il suo nome.

## Vita e opere
Konrad Duden nasce nel 1829 da Johann Konrad Duden e Julia Monjé in un quartiere di Wesel, nel Land della Renania Settentrionale-Vestfalia, e si laurea a Bonn in filologia classica; a causa delle sue partecipazioni nei moti rivoluzionari del 1848, è costretto ad accettare una cattedra in Italia, prima a Genova e poi a Messina, dove conosce Adeline Jakob, figlia del console tedesco e sua futura moglie. Insegna in diversi licei, e nel 1880 pubblica la sua opera più importante: il Vollständiges Orthographisches Wörterbuch der deutschen Sprache, il più grande dizionario e lessico della lingua tedesca, che ancora oggi porta il suo nome ("il Duden") e che viene annualmente aggiornato, diventando un'opera di riferimento indispensabile per chi si accosta allo studio della filologia e della linguistica germanica.
Suo figlio fu il celebre chimico Paul Duden.
Altri lavori:
- Die deutsche Rechtschreibung. Abhandlung, Regeln und Wörterverzeichnis, 1872
- Anleitung zur Rechtschreibung, 1878
- Etymologie der neuhochdeutschen Sprache, 1893